# 25-та гвардійська стрілецька дивізія (СРСР)
25-та гвардійська стрілецька Синельниково-Будапештська Червонопрапорна орденів Суворова і Богдана Хмельницького дивізія (25 гв. СД) — військове з'єднання Червоної армії, яке існувало у 1942—19?? роках.
Учасниця Другої світової війни, дивізія брала участь у визволенні міст Харків, Валки, Лозова, Синельникове, Балта, Котовськ, взятті міст Будапешт, Братислава.

## Історія
Сформована на станції Сонково Калінінської області в період з 24 квітня 1942 р. по 12 липня 1942 року згідно з Директивою ГШКА N орг / 2/783669 від 16.04.1942 р. шляхом перетворення 2-ї гвардійської стрілецької бригади.
У дієвій Армії під час німецько-радянської війни з 14 липня 1942 по 11 травня 1945 року.
11-12 липня 1942 року дивізія відправлена з місця формування на Воронезький фронт і прибула до складу фронту 22 липня 1942.
До 4 серпня 1942 року готувалася до оборони рубежу по східному березі річки Бітюг. У серпні 1942 року брала участь у боях по захопленню плацдармів на річці Дон північніше міста Коротояк, потім в Острогозько-Россошанскій, Воронезько-Касторненскій, Харківської наступальної та оборонної, Донбаської, Нижньодніпровської операціях. У ніч на 26 вересня 1943 року 78-й гвардійський стрілецький полк в районі села Військове форсував Дніпро, захопив і утримав плацдарм, забезпечивши переправу на правий берег основних сил 6-ї армії.
У 1944—1945 роках дивізія брала участь у Кіровоградській, Корсунь-Шевченківської, Умансько-Ботошанській, Яссько-Кишинівській, Будапештській, Братиславська-Брновскій, Празькій наступальній операціях.
Після війни переформована в мотострілецьку дивізію, якій у 1964 році повернули номер — 25-та гвардійська мотострілецька дивізія.
Дислокувалася в місті Лубни (Київський військовий округ).

## Підпорядкування
- Резерв Ставки ВГК, 2-га резервна армія — на 01.07.1942 р.
- Воронезький фронт, 6-та армія — на 01.08.1942 р.
- Воронезький фронт, 40-ва армія — на 01.12.1942 р.
- Південно-Західний фронт, 3-тя танкова армія — на 01.03.1943 р.
- Південно-Західний фронт, 6-та армія — на 01.04.1943 р.
- Південно-Західний фронт, 6-та армія, 26-й гвардійський стрілецький корпус — на 01.08.1943 р.
- 3-й Український фронт, 8-ма гвардійська армія — на 01.11.1943 р.
- 2-й Український фронт, 26-й гвардійський стрілецький корпус — на 01.01.1944 р.
- 2-й Український фронт, 53-тя армія, 26-й гвардійський стрілецький корпус & — на 01.02.1944 р.
- 2-й Український фронт, 53-тя армія — на 01.03.1944 р.
- 2-й Український фронт, 53-тя армія, 26-й гвардійський стрілецький корпус — на 01.04.1944 р.
- 2-й Український фронт, 53-тя армія, 75-й стрілецький корпус — на 01.07.1944 р.
- 2-й Український фронт, 53-тя армія, — на 01.08.1944 р.
- 2-й Український фронт — на 01.10.1944 р.
- 2-й Український фронт, 7-ма гвардійська армія, 25-й гвардійський стрілецький корпус — на 01.12.1944 р.
- 2-й Український фронт, 7-ма гвардійська армія, 30-й стрілецький корпус — на 01.01.1945 р.
- 2-й Український фронт, 18-й гвардійський стрілецький корпус — на 01.02.1945 р.
- 2-й Український фронт, 7-ма гвардійська армія, 25-й гвардійський стрілецький корпус — на 01.04.1945 р.

## Структура

### Друга світова війна
- 73-й гвардійський стрілецький полк
- 78-й гвардійський стрілецький полк
- 81-й гвардійський стрілецький полк
- 53-й гвардійський артилерійський полк
- 29-й гвардійський окремий винищувально-танковий дивізіон
- 20-та гвардійська зенітна батарея (до 10.8.1942)
- 22-га гвардійська розвідувальна рота
- 28-й гвардійський саперний батальйон
- 32-й гвардійський окремий батальйон зв'язку (з 5.5.1943 по 1.12.1944 — 34-та гвардійська окрема рота зв'язку)
- 495-й (31-й) медико-санітарний батальйон
- 30-та гвардійська окрема рота хімічного захисту
- 572-га (26-та) автотранспортна рота
- 619-та (23-тя) польова хлібопекарня
- 604-й (33-й) дивізійний ветеринарний лазарет
- 891-ша польова поштова станція
- 1674-та (552-га) польова каса Держбанку

## Нагороди
- 03.05.1942 — вручено Орден Червоного Прапора
- ?. 09.1943 — присвоєно почесне найменування «Синельниківська»
- ?. 02.1944 — нагороджена орденом Богдана Хмельницького II ступеня
- ?. 04.1945 — присвоєно почесне найменування «Будапештська»
- 17.05.1945 — нагороджена орденом Суворова II ступеня

## Командири
- Безверхов Я. П. (1942)
- Шафаренко П. М. (1942—1943)
- Дашкевич А. Г. (1943)
- Білютін К. В. (1943)
- Криволапов Г. А. (1943—1944)
- Коркін М. П. (1944)
- Переманов О. М. (1944—1945)

## Герої дивізії
- Антонов Костянтин Михайлович — гвардії молодший лейтенант, парторг батальйону 78-го гвардійського стрілецького полку (відзначився в боях при форсуванні Дніпра).
- Гришко Павло Савич — гвардії лейтенант, командир взводу 81-го гвардійського полку (під Будапештом викликав на себе вогонь артилерії).
- Жазиков Кужабай — гвардії сержант, помічник командира розвідувального взводу 22-ї окремої гвардійської розвідувальної роти.
- Завірюха Микола Андрійович — гвардії червоноармієць, стрілець 2 батальйону 78-го гвардійського стрілецького полку.
- Панганіс Ігор Володимирович — гвардії сержант, командир гармати сімдесят третього гвардійського стрілецького полку.
- Потьомкін Олексій Миколайович — гвардії майор, командир 78-го гвардійського стрілецького полку.
- Прянічніков Микола Іванович — гвардії молодший лейтенант, командир взводу протитанкових рушниць 2 батальйону 78-го гвардійського стрілецького полку.
- 25 солдатів взводу під командуванням лейтенанта П. М. Широніна.
- Ярош Отакар — надпоручик (капітан — посмертно), командир 1 роти 1 окремого чехословацького піхотного батальйону. Перший громадянин іноземної держави, якій було присвоєно звання Героя Радянського Союзу.

### Інші відомі воїни дивізії
У 81-му гвардійському стрілецькому полку дивізії, на посаді начальника інженерної служби, служив гвардії старший лейтенант З. Є. Храпіновіч — відомий радянський актор Зиновій Гердт.